# اس‌اس کوتاتی
اس‌اس کوتاتی (به انگلیسی: SS Cotati) یک زیردریایی بود که طول آن ۴۰۲ فوت ۴ اینچ (۱۲۲٫۶۳ متر) بود. این زیردریایی در سال ۱۹۱۹ ساخته شد.